# 丁秋生
丁秋生（1913年11月9日—1995年1月4日），湖南省湘乡市人，中国人民解放军中将。1955年获二级八一勋章、一级独立自由勋章、一级解放勋章。1988年获一级红星功勋荣誉章。
1949年底，丁秋生任第七兵团兼浙江军区政治部主任，1952年12月任浙江军区副政委，1954年2月，任华东军区干部部部长，1955年4月改为南京军区干部部部长，1956年起先后在中共中央党校、高等军事学院基本系学习，1960年7月，担任首位北海舰队政治委员兼临时党委书记，1964年因病离职休养。1978年3月任南京高级步兵学校政委，1983年6月退出领导岗位。1955年9月，授中国人民解放军中将军衔。

## 子女
- 丁一心，海军航空兵司令部自动化办公室主任、高级工程师，海军大校，嫁王政柱之子王延
- 丁一意
- 丁一亭
- 丁一平，原中国人民解放军海军副司令员，海军中将
- 丁一虹
- 丁宁虹